# 昂库尔蒂耶克
昂库尔蒂耶克（法語：Encourtiech）是法国阿列日省的一个市镇，属于圣吉龙区（Saint-Girons）圣吉龙县（Saint-Girons）。该市镇2009年时的人口为90人。

## 人口
昂库尔蒂耶克人口变化图示
| 数据来源：INSEE |